# Botija
Botija é um município da Espanha na comarca de Cáceres, província de Cáceres, comunidade autónoma da Estremadura. Tem 18,7 km² de área e em 2021 tinha 187 habitantes (densidade: 10 hab./km²). Faz parte da Mancomunidade da Serra de Montánchez.

## Demografia
| Variação demográfica do município entre 1991 e 2004 [carece de fontes?] | Variação demográfica do município entre 1991 e 2004 [carece de fontes?] | Variação demográfica do município entre 1991 e 2004 [carece de fontes?] | Variação demográfica do município entre 1991 e 2004 [carece de fontes?] |
| ----------------------------------------------------------------------- | ----------------------------------------------------------------------- | ----------------------------------------------------------------------- | ----------------------------------------------------------------------- |
| 1991                                                                    | 1996                                                                    | 2001                                                                    | 2004                                                                    |
| 204                                                                     | 190                                                                     | 183                                                                     | 153                                                                     |